# Pedro Regalado
São Pedro de Regalado (em castelhano:  San Pedro Regalado; Latin Regalatus) (1390 - 30 de março de 1456) foi um franciscano (frade menor) e reformador.
Peter de Regalado nasceu em Valladolid, Espanha. Seus pais eram nobres e se destacavam por sua riqueza e virtude. Tendo perdido seu pai em sua juventude, ele foi educado piamente por sua mãe. Com a idade de dez anos Pedro implorou para ser admitido nos franciscanos conventuais, favor que lhe foi concedido três anos depois no convento de sua cidade natal. Em 1404, tornou-se um dos primeiros discípulos de Pedro de Villacreces, que em 1397 introduziu na Espanha a reforma da observância.
No convento recém-fundado de Aguilera, Pedro encontrou uma vida de solidão, oração e pobreza. Em 1415, tornou-se superior do convento de Aguilera e, com a morte de Pedro de Villacreces (1422), do convento de Tribulos (del Abroyo). Ele efetuou muitas reformas importantes na disciplina de seus mosteiros espanhóis. Pedro observou nove quaresmas, jejuando a pão e água, e foi dotado com o dom de milagres e de profecia. Em 1442, ele foi nomeado chefe de todos os franciscanos espanhóis em seu grupo de reforma. Ele era conhecido por sua caridade para com os pobres.
Após sua morte em 31 de março de 1456, seu túmulo tornou-se um local de peregrinação. Quando seu corpo foi exumado 36 anos depois, por insistência de Isabel I de Castela, foi encontrado incorrupto e colocado em um túmulo mais precioso.
Ele foi beatificado pelo Papa Inocêncio XI em 11 de março de 1684 e canonizado pelo Papa Bento XIV em 29 de junho de 1746. 

Sua festa é celebrada em 13 de maio, dia da translação de seu corpo. Na arte, ele é representado com chamas explodindo de seu coração.